# 2135
Het jaar 2135 is een jaartal volgens de christelijke jaartelling.

## Gebeurtenissen
- 7 oktober: totale zonsverduistering in het uiterste noordoosten van Nederland. Te zien in 23 verschillende landen.[1]